# Wremen
Wremen è una frazione del comune tedesco di Wurster Nordseeküste, nella Bassa Sassonia.

## Storia
Il 1º gennaio 2015 il comune di Wremen venne fuso con gli altri sei comuni associati nella Samtgemeinde Land Wursten (Cappel, Dorum, Midlum, Misselwarden, Mulsum e Padingbüttel) e con il comune di Nordholz, formando il nuovo comune di Wurster Nordseeküste.